# Aspach (Austria)
Aspach è un comune austriaco di 2 502 abitanti nel distretto di Braunau am Inn, in Alta Austria; ha lo status di comune mercato (Marktgemeinde).